# Dambulla

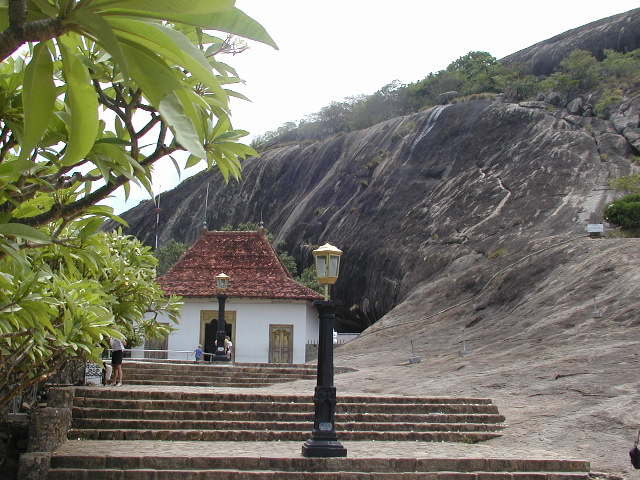
Eingang zu den Höhlentempeln

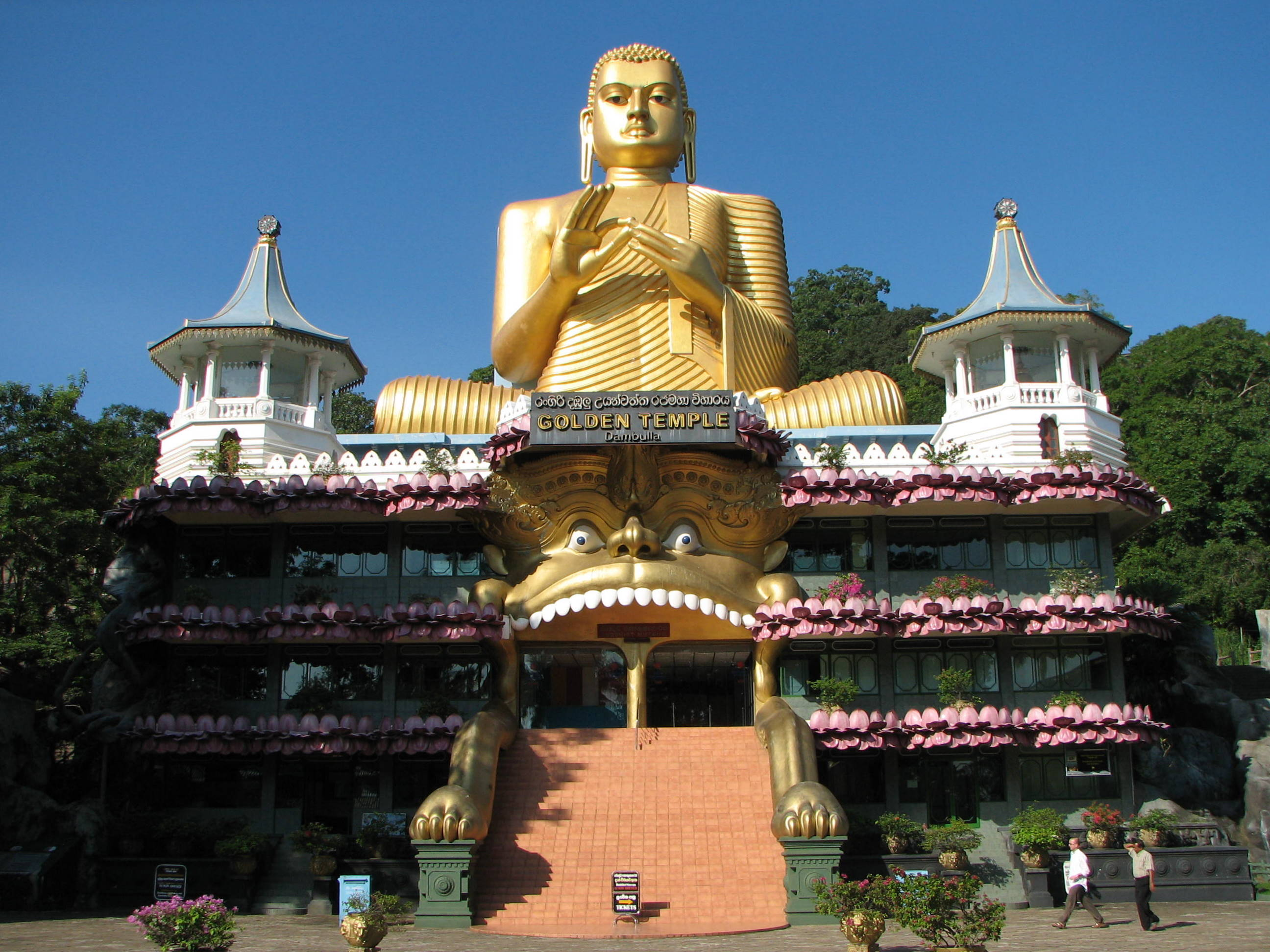
Goldener Tempel

Dambulla (Sinhala: දඹුල්ල, Tamil: தம்புள்ளை) ist eine Stadt im Matale (Distrikt) in der Zentralprovinz auf Sri Lanka, 148 km nordöstlich von Colombo und 72 km nördlich von Kandy. Sie hat etwa 72.000 Einwohner (2012).
Dambulla ist berühmt für seine buddhistischen Höhlentempel, für das größte Rosenquarz-Vorkommen in Südasien und für Namal Uyana (Eisenholz-Wald). Daneben ist Dambulla für viele Touristen Ausgangspunkt zur Festung von Sigiriya.

## Geschichte
Das Gebiet wurde im 3. Jahrhundert v. Chr. besiedelt. Statuen und Malereien gehen auf das 1. Jahrhundert v. Chr. zurück. Die Kunstwerke wurden im 11., 12. und 18. Jahrhundert erneuert.
Die Höhlen dienten einst König Valagamba (Vattagamini Abhaya) als Fluchtpunkt seines 14-jährigen Exils von  Anuradhapura, als die Stadt von den Indern besetzt wurde. Dabei schützten ihn die Mönche von Dambulla vor seinen Widersachern. Als Valagamba auf seinen Thron zurückkehren konnte, baute er einen großen Tempel als Dank für die Hilfe.

## Höhlentempel

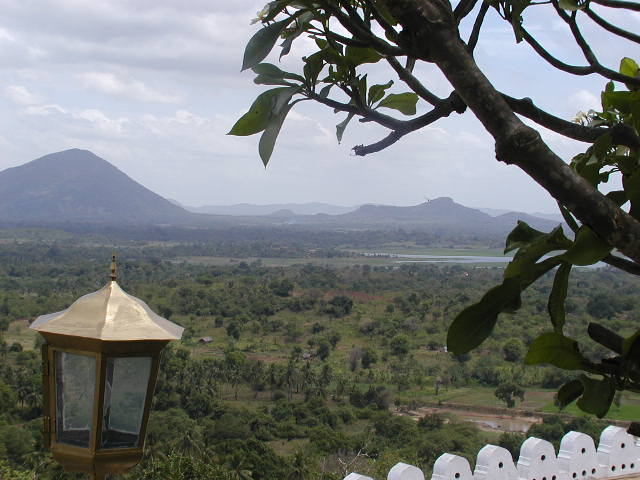
Umgebung von Dambulla

Es gibt ca. 80 Höhlentempel in Dambulla, davon fünf große. Mit einer Fläche von 2100 m² ist dies die größte Tempelanlage des Landes. In vielen Tempeln befinden sich historische Malereien und Statuen. Insgesamt gibt es 153 Buddha-Statuen, drei Statuen von Königen und vier Statuen von Göttern. Letztere sind zwei Hindu-Götter (Vishnu und Ganesh), die im 12. Jahrhundert entstanden. Die Malereien beschreiben das Leben Buddhas, unter anderem Buddhas Versuchung durch den Dämon Mara sowie Buddhas erste Predigt.
Die Tempelanlagen sind unter dem Namen „Goldener Tempel von Dambulla“ seit 1991 Weltkulturerbe der UNESCO.